# Aechmea coelestis
Aechmea coelestis är en gräsväxtart som först beskrevs av Karl Heinrich Koch, och fick sitt nu gällande namn av Charles Jacques Édouard Morren. Aechmea coelestis ingår i släktet Aechmea och familjen Bromeliaceae.

## Underarter
Arten delas in i följande underarter:
- A. c. acutifolia
- A. c. coelestis

## Bildgalleri

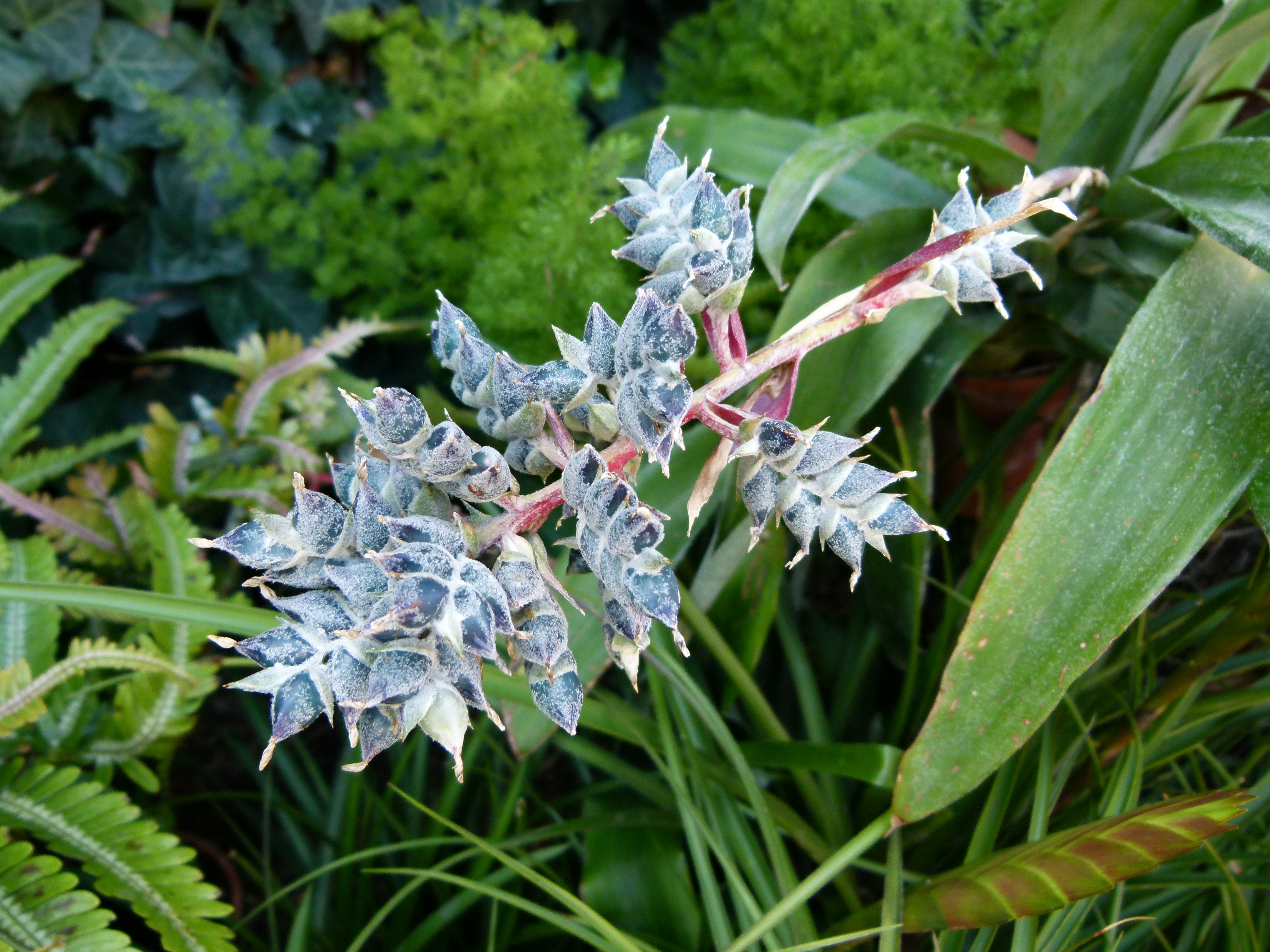